# HGTV
HGTV (die Abkürzung steht für Home & Garden TV) ist ein US-amerikanischer Kabel-TV-Sender. Gesendet werden Reality-TV-Formate und Informationsprogramme. Seit 2018 gehört HGTV zum heutigen US-Unternehmen Warner Bros. Discovery, zu welchem auch die Sender Discovery Channel, Animal Planet, DMAX, Tele 5, TLC und Eurosport gehören. Ursprünglich gehörte der Sender zu Scripps Networks Interactive.
HGTV ist international tätig. Neben dem Muttersender in den Vereinigten Staaten von Amerika, gibt es HGTV beispielsweise noch in Kanada, Polen, Neuseeland, Singapur, Australien, Malaysia, Indonesien, Sri Lanka, Philippinen, Lateinamerika, Hongkong, Taiwan, Myanmar und seit 6. Juni 2019 auch in Deutschland.

## Programm
Der Sender sendet Formate, die sich überwiegend mit dem Wiederaufbereiten von Häusern und Gartenprojekten beschäftigen. International bekannt sind unter anderem die Formate:
- Fixer Upper
- Property Brothers
- Flip or Flop

Neben den internationalen Programmen sendet HGTV in den jeweiligen Märkten auch lokale Programme.

## Senderlogos

Logo von 1994–2004
Logo von 2004–2010
Logo seit 2015